# Rönnau (Trave)

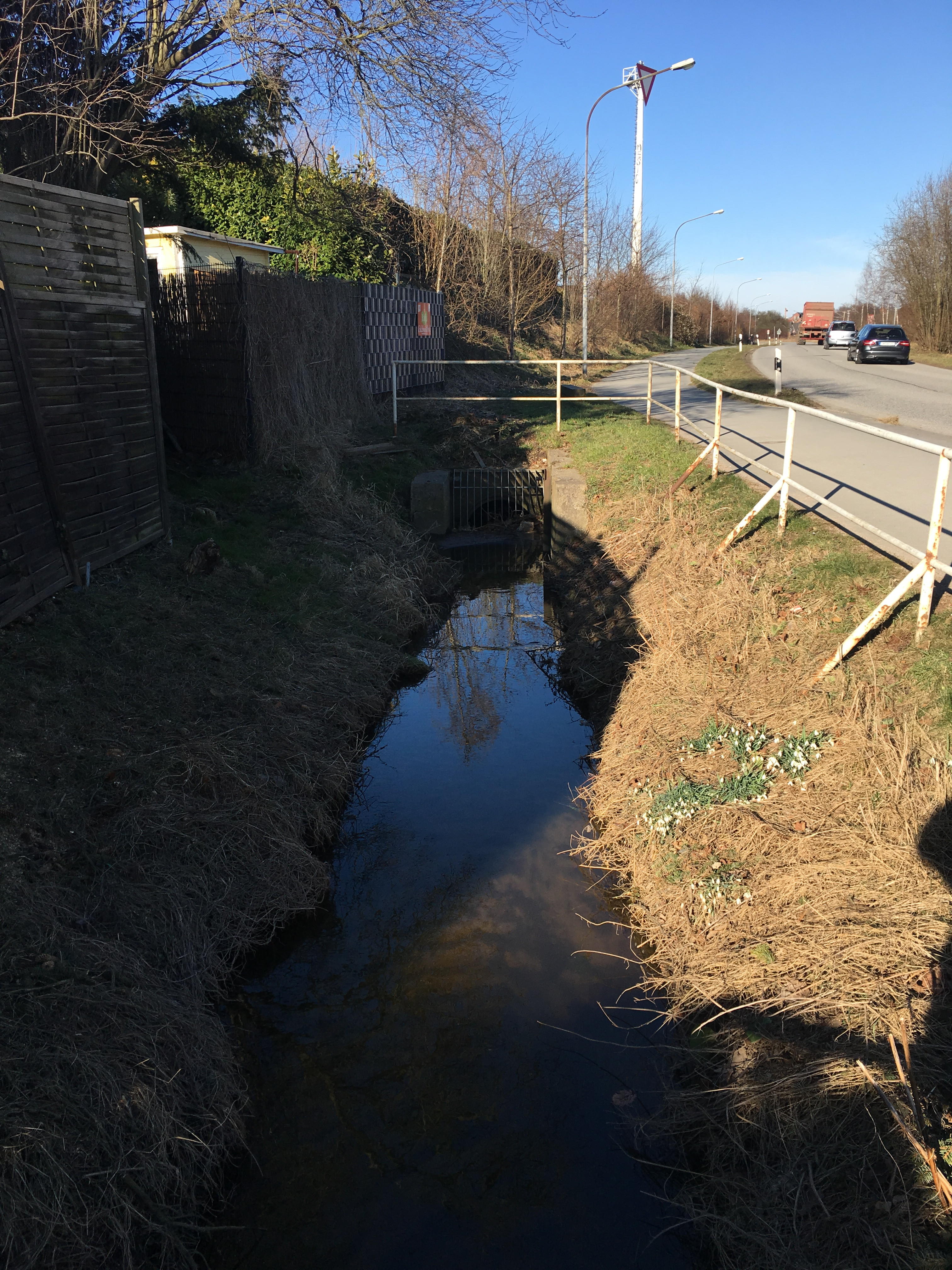
Erneuter Eintritt der Rönnau in die Verrohrung an der Teutendorfer Siedlung bei Travemünde

Die Rönnau ist ein kleines Fließgewässer im Lübecker Becken.
Die Rönnau ist ein Bach und entspringt im Landschaftsschutzgebiet Travemünder Winkel bei Ovendorf. Ihr Einzugsgebiet liegt nördlich wie südlich der Bundesstraße 75 und östlich der Kücknitzer Scheide als Wasserscheide. Etwa 350 m Bachschlucht waren 2008 als § 25 Fläche nach § 25 des damaligen Landesnaturschutzgesetzes Schleswig-Holstein geschützt.
Die als Rönnauer Mühle bekannte Windmühle wurde erst 1850 von dem Müller der dortigen vorhandenen Wassermühle erbaut. Die Wassermühle bestand urkundlich nachgewiesen zumindest seit 1547 und wurde bis in die 1920er Jahre neben der Windmühle betrieben. Das Gebäude der Wassermühle wurde 1947 als Drechslerwerkstatt umgenutzt und 1970 abgebrochen. Der ehemalige Mühlenteich ist verlandet. Der dazugehörige Fischteich wurde mit dem Bauschutt vom Abbruch der Wassermühle verfüllt.
Der Endlauf der Rönnau ist auf ca. 630 m als Vorflut verrohrt; in diesem Bereich gilt sie aufgrund eines Gewässeraufhebungsverfahrens rechtlich nur noch als Kanalisation.  Sie unterquert südlich der Teutendorfer Siedlung die Bahnstrecke Lübeck–Lübeck-Travemünde Strand, etwa nördlich des früheren Standortes des St. Jürgen-Siechenhauses. Sie unterquert dann die ehemaligen Produktionshalle der Maschinenfabrik HATRA und mündet, wie auch die Moorbek im Bereich des Travemünder Fischereihafens, in die Siechenbucht der Trave. Es ist geplant, ein Planfeststellungsverfahren zur Rücknahme der Gewässeraufhebungsverfahren bei Rönnau und Moorbek durchzuführen und damit dem gesamten Lauf wieder als Fließgewässer nach Landeswassergesetz zu widmen und besser zu schützen.